# Ендрю Саддат
Ендрю Саддат (англ. Andrew Sudduth, 21 листопада 1961 — 15 липня 2006) — американський академічний веслувальник.
Срібний призер Олімпійських Ігор 1984 року в складі вісімки, учасник 1988 року.
Переможець Ігор доброї волі 1986 року в складі вісімки.
Срібний призер Чемпіонату світу 1981 (розпашні четвірки зі стерновим), 1985 (одиночки) років, бронзовий призер 1982 (розпашні четвірки зі стерновим), 1986 (вісімки) років.